# Paris Las Vegas
Das Paris Las Vegas ist ein Hotelkomplex und Casino am Las Vegas Strip in Paradise (Nevada). Es steht im Eigentum von Caesars Entertainment. Das Wahrzeichen des Hotels ist ein Nachbau des Eiffelturms.

## Anlage
Im Komplex finden sich diverse Restaurants, eine Ladenpassage, welche französischen Straßenzügen nachempfunden ist, ein Kongresszentrum, das an den Versailler Spiegelsaal angelehnt ist, ein Theater sowie ein Spielcasino auf 7900 m². Der Poolbereich befindet sich straßenseitig auf dem Dach des Casinos. Davor steht eine 164,6 Meter hohe Kopie des Eiffelturms (Maßstab 1:2), dessen Beine über Nachbauten des Pariser Orsay-Bahnhofs, der Pariser Oper und des Louvre stehen. Ein interessanter architektonischer Aspekt ist, dass ein Bein des Turmes die Decke des Erdgeschosses zu durchbrechen scheint und so scheinbar inmitten des Casinos zu stehen kommt. Tatsächlich steht der Turm jedoch im unteren Teil auf Betonsäulen. Ursprünglich sollte die Eiffelturm-Kopie in Originalgröße errichtet werden, musste aber aufgrund der Nähe zum Flughafen verkleinert werden.
Das Hotellogo am Strip befindet sich an einem Montgolfier-Ballon, eine ebenso verkleinerte Kopie des Pariser Triumphbogen liegt innerhalb der Vorfahrt. Die 2916 Zimmer (davon 295 Suiten) befinden sich in einem 33-geschossigen, vierflügeligen Turm. Durch eine Passage ist es an das Schwesterhotel Horseshoe angeschlossen, über das auch eine Haltestelle der Las Vegas Monorail erreicht werden kann.

## Geschichte
Das Projekt wurde im Mai 1995 von Bally’s Entertainment erstmals vorgestellt, der Spatenstich erfolgte am 18. April 1997 bei geplanten Baukosten von 760 Millionen US$. Baulich fertiggestellt wurde der Komplex im April 1999, eröffnet am 1. September 1999. Gekostet hat der Bau letztendlich 785 Millionen Dollar.
Am 31. Januar 2007 feierte eine auf 90 Minuten gekürzte Fassung des Musicals The Producers Premiere. David Hasselhoff übernahm in einem dreimonatigen Engagement die Rolle des Roger De Bris und wurde ab dem 7. Mai 2007 durch Lee Roy Reams ersetzt. 
Aktuelle Show des Hotels ist Jersey Boys, welche im Jahr 2012 vom Hotel The Palazzo ins Paris übersiedelte.
Im Jahr 2011 wurden umfangreiche Bauarbeiten, vor allem am Haupteingang und der dem Strip zugewandten Fassade durchgeführt. Neu entstanden zu diesem Zeitpunkt ein Nachtclub namens Chateau, ein Sugar Factory Shop und das Restaurant Gordon Ramsay Steak. Im Rahmen der Umbauarbeiten wurden auch im Paris einige der französischen Stilelemente entfernt; eine Maßnahme die in vielen Las Vegas Themenhotels (beispielsweise auch im Luxor und dem MGM Grand) durchgeführt wird und wurde.
Seit Mai 2022 ist das Paris gemeinsam mit dem Horseshoe Schauplatz der jährlich ausgetragen World Series of Poker, die auch als Poker-Weltmeisterschaft bezeichnet wird und die wichtigste Pokerturnierserie weltweit darstellt.